# Haruna (hora)
Haruna (japonsky: 榛名山; Haruna-san) je aktivní stratovulkán ležící ve východní části japonského ostrova Honšú. Dosahuje výšky 1449 m. Vznikla před asi 300 000 lety a její poslední známá erupce proběhla kolem roku 550.
Podle hory Haruna byla pojmenována bitevní loď japonského císařského námořnictva Haruna.

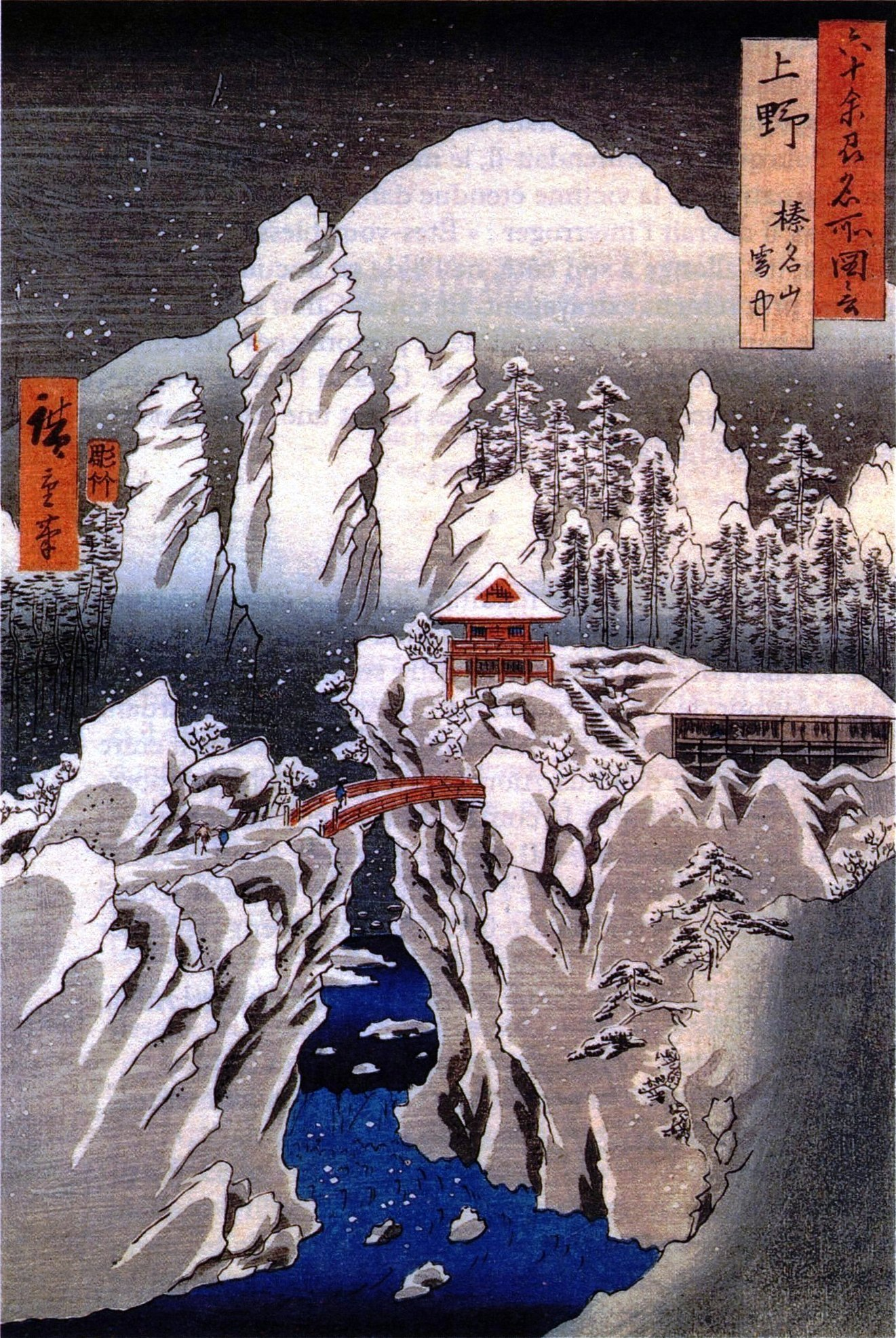
Hora Haruna pod sněhem, obraz ukijo-e od Utagawy Hirošige